# Associazione Sportiva Acireale 1973-1974
Questa pagina raccoglie le informazioni riguardanti l'Associazione Sportiva Acireale nelle competizioni ufficiali della stagione 1973-1974.

## Rosa
| N. |                   | Ruolo | Calciatore         |
| -- | ----------------- | ----- | ------------------ |
|    | Italia (bandiera) | P     | Franco Gregorutti  |
|    | Italia (bandiera) | C     | Roberto Manini     |
|    | Italia (bandiera) | C     | Angelo Cesana      |
|    | Italia (bandiera) | D     | Antonio Logozzo    |
|    | Italia (bandiera) | D     | Angelo Misani      |
|    | Italia (bandiera) | C     | Antonio Rocca      |
|    | Italia (bandiera) | A     | Ciro Femiano       |
|    | Italia (bandiera) | A     | Procolo Jancarelli |
|    | Italia (bandiera) | C     | Francesco Tirrito  |
|    | Italia (bandiera) | D     | Ernesto Gallo      |
|    | Italia (bandiera) | A     | Angiolino Stoppa   |

| N. |                   | Ruolo | Calciatore           |
| -- | ----------------- | ----- | -------------------- |
|    | Italia (bandiera) | A     | Flaminio De Biase    |
|    | Italia (bandiera) | C     | Sebastiano Mangiagli |
|    | Italia (bandiera) | C     | Battista Missiroli   |
|    | Italia (bandiera) | D     | Franco Gioanetto     |
|    | Italia (bandiera) | A     | Brenno Bacchi        |
|    | Italia (bandiera) | C     | Mario Cannavò        |
|    | Italia (bandiera) | C     | Angelo Cesana        |
|    | Italia (bandiera) | A     | Salvatore Leotta     |
|    | Italia (bandiera) | C     | Renato Poggiali      |
|    | Italia (bandiera) | C     | Guido Consoli        |

## Risultati

### Serie C 1973-1974 Girone C

#### Girone di andata
| Arbitro: | Fiumana (Roma) |

|                         |           |  |
| Bacchi Rocca Jancarelli | Marcatori |  |

| 23 set 1973 2ª giornata | Pro Vasto      | 0 – 0 | Acireale | \| Arbitro: \| Boldani (Roma) \| |
| Arbitro:                | Boldani (Roma) |       |          |                                  |

| 30 set 1973 3ª giornata | Acireale           | 0 – 0 | Nocerina | \| Arbitro: \| Scaccaglia (Parma) \| |
| Arbitro:                | Scaccaglia (Parma) |       |          |                                      |

| 7 ott. 1973 4ª giornata | Frosinone         | 0 – 0 | Acireale | \| Arbitro: \| Mattei (Macerata) \| |
| Arbitro:                | Mattei (Macerata) |       |          |                                     |

| 14 ott 1973 5ª giornata | Acireale          | 0 – 0 | Pescara | \| Arbitro: \| Ambrosio (Napoli) \| |
| Arbitro:                | Ambrosio (Napoli) |       |         |                                     |

| Arbitro: | Laurenti (Padova) |

|          |           |  |
| D'Antoni | Marcatori |  |

| Arbitro: | Terpin (Trieste) |

|              |           |  |
| Logozzo aut’ | Marcatori |  |

| Arbitro: | Foschi (Forlì) |

|            |           |                 |
| Jancarelli | Marcatori | Garubini Mazzei |

| Arbitro: | Lopo (Torino) |

|                |           |        |
| Femiano Stoppa | Marcatori | Ciceri |

| Arbitro: | D'Astore (Lecce) |

|           |           |         |
| Panzanato | Marcatori | Femiano |

| Arbitro: | Baciucchi (Roma) |

|         |           |  |
| Femiano | Marcatori |  |

| Arbitro: | Vitali (Bologna) |

|             |           |         |
| Manini aut’ | Marcatori | Femiano |

| 9 dic 1973 13ª giornata | Acireale        | 0 – 0 | Trapani | \| Arbitro: \| Milan (Treviso) \| |
| Arbitro:                | Milan (Treviso) |       |         |                                   |

| Arbitro: | Lupi (Genova) |

|          |           |  |
| Vulpiani | Marcatori |  |

| 23 dic 1973 15ª giornata | Acireale      | 0 – 0 | Juventus Stabia | \| Arbitro: \| Proto (Lecce) \| |
| Arbitro:                 | Proto (Lecce) |       |                 |                                 |

| 6 gen. 1974 16ª giornata | Crotone         | 0 – 0 | Acireale | \| Arbitro: \| Criri (Mantova) \| |
| Arbitro:                 | Criri (Mantova) |       |          |                                   |

| Arbitro: | Selicorni (Novara) |

|        |           |  |
| Manini | Marcatori |  |

| Arbitro: | D'Astore (Lecce) |

|                  |           |  |
| Lualdi Codognato | Marcatori |  |

| 28 gen 1974 19ª giornata | Acireale           | 0 – 0 | Salernitana | \| Arbitro: \| Scaccaglia (Parma) \| |
| Arbitro:                 | Scaccaglia (Parma) |       |             |                                      |

#### Girone di ritorno
| Arbitro: | Martelli (Nola) |

|          |           |  |
| Lobascio | Marcatori |  |

| Arbitro: | Zanchetta (Treviso) |

|          |           |  |
| De Biase | Marcatori |  |

| Arbitro: | Lupi (Genova) |

|                       |           |  |
| D'Alessandro Portelli | Marcatori |  |

| Arbitro: | Zacchetti (Milano) |

|                             |           |         |
| Femiano De Biase Jancarelli | Marcatori | Palanca |

| Arbitro: | Lapi (Firenze) |

|           |           |  |
| Ciardella | Marcatori |  |

| Arbitro: | Milan (Treviso) |

|         |           |      |
| Femiano | Marcatori | Grop |

| Arbitro: | Borboni (Firenze) |

|               |           |           |
| Femiano Rocca | Marcatori | Materazzi |

| Arbitro: | Proto (Lecce) |

|          |           |  |
| Stellone | Marcatori |  |

| Arbitro: | Iseppi (San Donà di Piave) |

|                       |           |                  |
| Berardi Anelli Ciceri | Marcatori | Femiano De Biase |

| Arbitro: | Marino (Genova) |

|         |           |  |
| Femiano | Marcatori |  |

| Arbitro: | Merotti (Bologna) |

|            |           |  |
| Del Fabbro | Marcatori |  |

| 28 apr 1974 12ª giornata | Acireale        | 0 – 0 | Turris | \| Arbitro: \| Chini (Mantova) \| |
| Arbitro:                 | Chini (Mantova) |       |        |                                   |

| 5 mag. 1974 13ª giornata | Trapani            | 0 – 0 | Acireale | \| Arbitro: \| Gozzani (Macerata) \| |
| Arbitro:                 | Gozzani (Macerata) |       |          |                                      |

| Arbitro: | Agate (Torino) |

|              |           |  |
| Rocca Bacchi | Marcatori |  |

| Arbitro: | Sancini (Bologna) |

|           |           |  |
| Angrisani | Marcatori |  |

| Arbitro: | Bronzino (Monza) |

|                    |           |  |
| Femiano Jancarelli | Marcatori |  |

| Arbitro: | Zanchetta (Treviso) |

|         |           |       |
| Femiano | Marcatori | Umile |

| Arbitro: | Mattei (Macerata) |

|                    |           |  |
| Jancarelli Femiano | Marcatori |  |

| Arbitro: | Freschi (Piacenza) |

|                                    |           |  |
| Capone 32’ (rig.) Di Francesco 40’ | Marcatori |  |

### Coppa Italia Semiprofessionisti

#### Girone -28°- eliminatorio
| Arbitro: | Prestigiovanni (Trapani) |

|        |           |  |
| Bacchi | Marcatori |  |

| 2 settembre 1973 3ª giornata | Siracusa            | 0 – 0 | Acireale | \| Arbitro: \| Martinelli (Torino) \| |
| Arbitro:                     | Martinelli (Torino) |       |          |                                       |

| 5 settembre 1973 4ª giornata | Leonzio           | 0 – 0 | Acireale | \| Arbitro: \| Menotti (Bologna) \| |
| Arbitro:                     | Menotti (Bologna) |       |          |                                     |

| Arbitro: | Marino (Genova) |

|  |           |             |
|  | Marcatori | 87' Schiavo |

| Squadra  | P.ti | G |                                 |
| -------- | ---- | - | ------------------------------- |
| Siracusa | 7    | 4 | Qualificata al turno successivo |
| Acireale | 4    | 4 |                                 |
| Leonzio  | 1    | 4 |                                 |

### Statistiche dei giocatori
| Giocatore        | Serie C       | Serie C | Serie C | Serie C | Coppa Italia | Coppa Italia | Coppa Italia | Coppa Italia | Totale | Totale | Totale | Totale |  |  |  |  |  |  |  |  |  |
| ---------------- | ------------- | ------- | ------- | ------- | ------------ | ------------ | ------------ | ------------ | ------ | ------ | ------ | ------ |  |  |  |  |  |  |  |  |  |
| Giocatore        | F. Gregorutti | 38      | -27     |         |              | 4            | -1           |              |        | 42     | -28    |        |  |  |  |  |  |  |  |  |  |
| R. Manini        | 37            | 1       |         |         | 4            |              |              |              |        |        |        |        |  |  |  |  |  |  |  |  |  |
| A. Logozzo       | 36            | 0       |         |         | 4            |              |              |              |        |        |        |        |  |  |  |  |  |  |  |  |  |
| A. Misani        | 36            | 0       |         |         | 4            | 0            |              |              |        |        |        |        |  |  |  |  |  |  |  |  |  |
| A. Cesana        | 36            | 0       |         |         | 4            | 0            |              |              |        |        |        |        |  |  |  |  |  |  |  |  |  |
| A. Rocca         | 36            | 3       |         |         | 4            |              |              |              |        |        |        |        |  |  |  |  |  |  |  |  |  |
| P. Iancarelli    | 34            | 5       |         |         | 4            |              |              |              |        |        |        |        |  |  |  |  |  |  |  |  |  |
| C. Femiano       | 34            | 13      |         |         | 4            |              |              |              |        |        |        |        |  |  |  |  |  |  |  |  |  |
| F. Tirrito       | 31            | 0       |         |         | 0            |              |              |              |        |        |        |        |  |  |  |  |  |  |  |  |  |
| E. Gallo         | 30            | 0       |         |         | 3            |              |              |              |        |        |        |        |  |  |  |  |  |  |  |  |  |
| A. Stoppa        | 26            | 1       |         |         | 1            |              |              |              |        |        |        |        |  |  |  |  |  |  |  |  |  |
| F. De Biase      | 23            | 3       |         |         | 0            |              |              |              |        |        |        |        |  |  |  |  |  |  |  |  |  |
| S. Mangiagli     | 14            | 0       |         |         | 0            |              |              |              |        |        |        |        |  |  |  |  |  |  |  |  |  |
| B. Missiroli     | 12            | 0       |         |         | 4            |              |              |              |        |        |        |        |  |  |  |  |  |  |  |  |  |
| F. Gioanetto     | 11            | 0       |         |         | 4            |              |              |              |        |        |        |        |  |  |  |  |  |  |  |  |  |
| B. Bacchi        | 6             | 2       |         |         |              | 1            |              |              |        |        |        |        |  |  |  |  |  |  |  |  |  |
| M. Cannavò       | 3             | 0       |         |         |              |              |              |              |        |        |        |        |  |  |  |  |  |  |  |  |  |
| S. Tudisco (2°p) | 0             | 0       |         |         |              |              |              |              |        |        |        |        |  |  |  |  |  |  |  |  |  |
|                  |               |         |         |         |              |              |              |              |        |        |        |        |  |  |  |  |  |  |  |  |  |
|                  |               |         |         |         |              |              |              |              |        |        |        |        |  |  |  |  |  |  |  |  |  |
|                  |               |         |         |         |              |              |              |              |        |        |        |        |  |  |  |  |  |  |  |  |  |
|                  |               |         |         |         |              |              |              |              |        |        |        |        |  |  |  |  |  |  |  |  |  |
|                  |               |         |         |         |              |              |              |              |        |        |        |        |  |  |  |  |  |  |  |  |  |
|                  |               |         |         |         |              |              |              |              |        |        |        |        |  |  |  |  |  |  |  |  |  |
|                  |               |         |         |         |              |              |              |              |        |        |        |        |  |  |  |  |  |  |  |  |  |
|                  |               |         |         |         |              |              |              |              |        |        |        |        |  |  |  |  |  |  |  |  |  |
|                  |               |         |         |         |              |              |              |              |        |        |        |        |  |  |  |  |  |  |  |  |  |